# Praties Cycling Team
Praties Cycling Team er kvindeligt cykelhold fra Australien som cykler i UCI Women's Continental-klassen. Det blev etableret i 2023.

## Holdet

### 2024
| Trup 2024              | Trup 2024         | Trup 2024                           | Trup 2024 |
| Rytter                 | Fødselsdag        | Seneste hold                        |           |
| ---------------------- | ----------------- | ----------------------------------- | --------- |
| Talia Appleton         | 24. oktober 2005  |                                     |           |
| Keely Bennett          | 30. december 2002 |                                     |           |
| Haylee Fuller          | 16. oktober 2003  | IBCT (2022)                         |           |
| Katelyn Nicholson      | 7. januar 2000    |                                     |           |
| Lillee Pollock         | 21. august 2003   |                                     |           |
| Amanda Poulsen         | 16. marts 1999    | Manly Warringah Cycling Club (2023) |           |
| Matilda Raynolds       | 20. juni 1987     | Keukens Redant (2023)               |           |
| Gina Ricardo           | 2. maj 1994       | Sydney University (2022)            |           |
|                        |                   |                                     |           |
| Kilde: ProCyclingStats |                   |                                     |           |